# Cho con bú

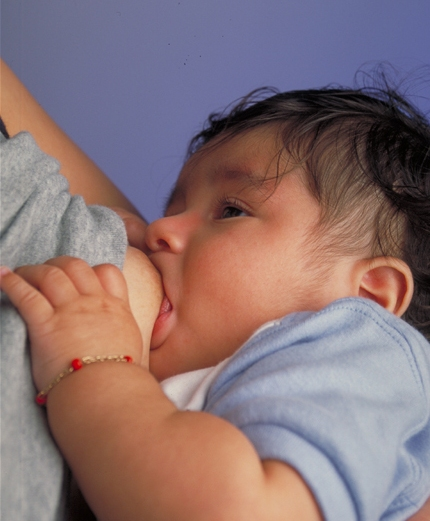
Trẻ đang bú mẹ

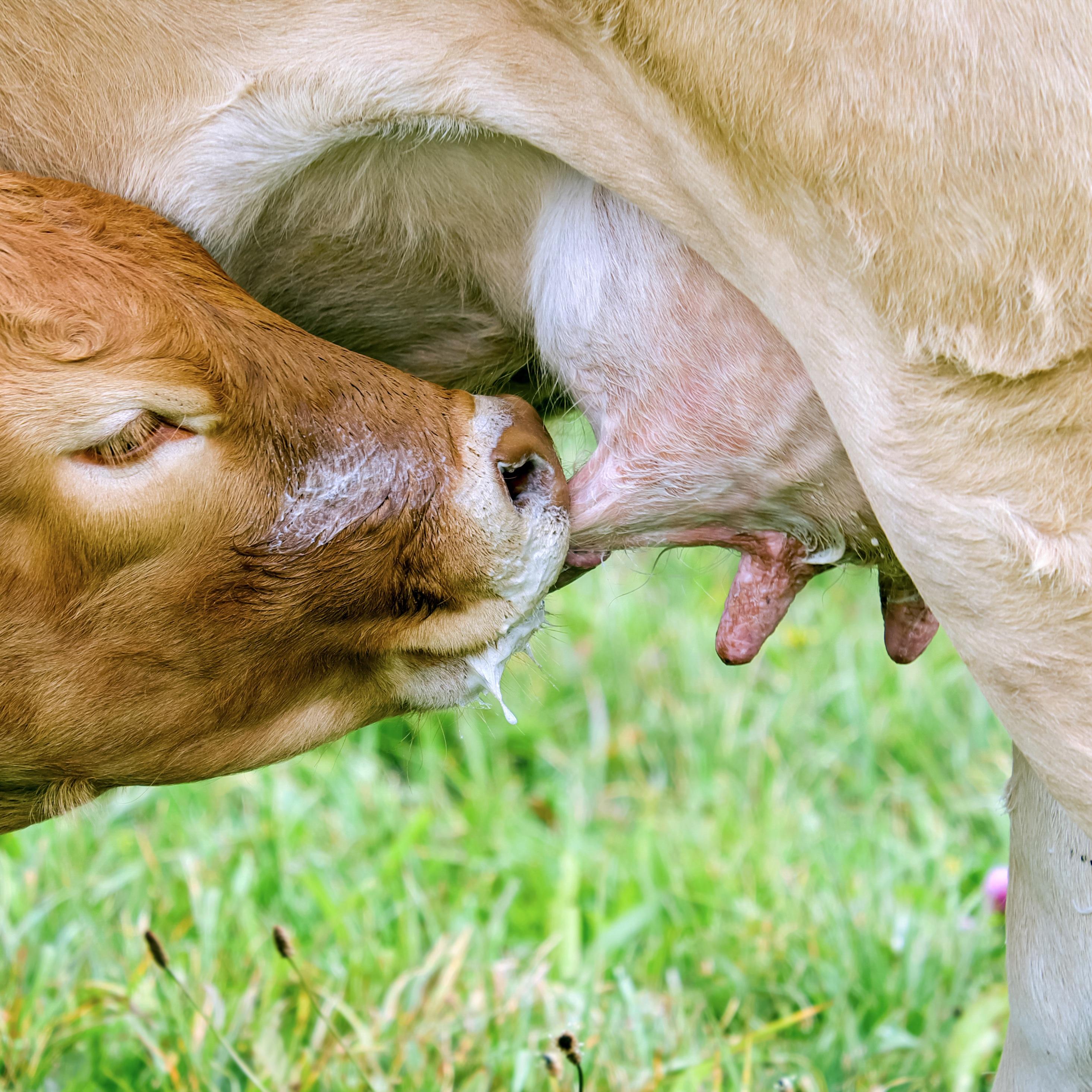
Một con bê con đang bú mẹ

Nuôi con bằng sữa mẹ, còn được gọi là cho bú sữa mẹ, là nuôi trẻ sơ sinh hay trẻ nhỏ bằng sữa từ nhũ hoa phụ nữ. Cho bú mẹ nên bắt đầu trong giờ đầu sau sinh và đến khi đứa trẻ không còn muốn bú nữa. Trong vài tuần đầu đời, trẻ có thể bú tám đến mười hai lần một ngày. Thời gian một lần bú thường mười đến mười lăm phút, trên mỗi bầu ngực. Số lần bú giảm khi đứa trẻ lớn hơn. Một số người mẹ vắt sữa để có thể dùng sau đó khi con của họ đang được người khác chăm sóc. Nuôi con bằng sữa mẹ có lợi cho cả mẹ và con.  Sữa công thức cho trẻ sơ sinh không có nhiều lợi ích.
Mỗi năm, ước tính trên toàn cầu có hơn một triệu trẻ sơ sinh có thể được cứu sống bằng cách cho bú sữa mẹ nhiều hơn. Bú sữa mẹ làm giảm nguy cơ bị viêm  nhiễm đường hô hấp và tiêu chảy. Điều này đúng tại cả các quốc gia phát triển và đang phát triển. Các lợi ích khác bao gồm nguy cơ thấp hơn mắc bệnh hen phế quản, dị ứng thức ăn, bệnh không dung nạp gluten, bệnh tiểu đường loại 1, ung thư bạch cầu. Bú sữa mẹ cũng có thể làm giảm nguy cơ béo phì khi trưởng thành và cải thiện phát triển nhận thức.
Lợi ích của nuôi con bằng sữa mẹ đối với người mẹ là mất máu ít hơn sau sinh, tử cung co tốt hơn, giảm cân, và ít trầm cảm sau sinh. Cho con bú sữa mẹ cũng kéo dài thời gian vô kinh và không có khả năng thụ thai, được gọi là vô kinh khi cho bú. Lợi ích lâu dài có thể bao gồm giảm nguy cơ ung thư vú, bệnh tim mạch, và viêm khớp dạng thấp. Nuôi con bằng sữa mẹ ít tốn kém cho gia đình hơn so với sữa công thức cho trẻ sơ sinh.
Các tổ chức y tế, như Tổ chức Y tế Thế giới (WHO), khuyến khích nuôi con chỉ bằng sữa mẹ trong sáu tháng. Điều này có nghĩa là ngoài vitamin D thì không cho trẻ các loại thức ăn hay nước uống nào khác. Họ khuyến nghị tiếp tục nuôi con phần nào bằng sữa mẹ cho đến ít nhất một năm tuổi. Trên toàn cầu, có khoảng 38% trẻ sơ sinh được nuôi chỉ bằng sữa mẹ trong sáu tháng đầu đời. Tại Mỹ khoảng 75% phụ nữ cho con bú sữa mẹ ngay từ đầu và khoảng 43% cho bú mẹ đến sáu tháng. Có rất ít bệnh mà không cho phép nuôi con bằng sữa mẹ. Trong thời gian cho bú, người mẹ được khuyến cáo không dùng ma túy, rượu, và một số loại thuốc.